# Ancienne Belgique
L'Ancienne Belgique (in francese Vecchio Belgio) è un edificio di Bruxelles, in Belgio, adibito a sala per concerti.

## Storia
Nel XV secolo, dove si trova oggi l'Ancienne Belgique, la gilda dei Meerslieden (mercanti d'oltremare) fece costruire un edificio dove poteva svolgere i suoi commerci ed organizzare delle feste. A memoria di queste antiche origini esiste una placca sulla facciata principale con la scritta "Meersliedenambacht".
Verso la fine dell'800 la sala si trasforma in brasserie, dove si esibiscono anche dei musicisti. Dal 1906 fino al 1913 l'edificio, che aveva preso il nome di Vieux Düsseldorf, diventa particolarmente noto nel paradiso artistico brussellese per i suoi programmi di varietà e la sua decorazione interna stile germanico. Nel 1913 cambia proprietario e nome, diventando Bruxelles-Kermesse mantenendo la formula brasserie, ma con l'aggiunta di nuovi spettacoli con acrobati, illusionisti ed anche proiezioni di film.
Nel 1931 la famiglia Mathonet compra i locali, e quello è considerato l'inizio dell'Ancienne Belgique come è conosciuta oggigiorno. Il locale diventa il music-hall più conosciuto di Bruxelles. Molti artisti famosi si esibiscono nelle sue mura ed il successo è tale che Georges Mathonet acquista gli edifici adiacenti per ingrandirlo.
Negli anni '50 molti artisti si esibirono sul palcoscenico dell'Ancienne Belgique, questo anche grazie al fatto che nel 1954 Bruno Coquatrix vi fece un tirocinio di formazione. Al suo rientro a Parigi diventa direttore dell'Olympia e inizia una stretta collaborazione fra il suo teatro e la sala di concerti belga, che porterà numerosi artisti francesi a esibirsi a Bruxelles. Nel 1971 L'Ancienne Belgique fallisce, ma la sala, considerata da tempo un simbolo del mondo culturale belga, viene comprata nel 1979 dalla Comunità fiamminga del Belgio per volontà del Segretario di Stato alla cultura fiamminga Vic Anciaux.
Oggi, situata nel centro storico della capitale belga, è una delle maggiori sedi di concerti del Belgio. È articolato in tre sale: la Main Hall (che ha una capienza di 2000 posti), la ABBox (che occupa il medesimo spazio della prima sala, ma con capienza ridotta a 800 posti) e l'ABClub (250 posti).

## Esibizioni rilevanti
Nel gennaio 1955 Jacques Brel vi si esibì per una settimana a supporto di Bobbejaan Schoepen, stella del pop belga.
Il 16 giugno 1978 vi si esibirono i Suicide, che ingaggiarono un alterco con il pubblico, esasperato dall'attesa per l'arrivo sul palco della band. L'esibizione e gli scambi di insulti sono udibili nella registrazione dal vivo denominata 23 Minutes Over Brussels, pubblicata ufficialmente nel 1998.
Nel 1982 vi si esibirono i Cure, che vennero alle mani sul palco. La band si sciolse dopo questo concerto, per poi tornare insieme qualche tempo dopo.
Nel 1999 Iggy Pop tenne all'Ancienne Belgique un concerto che fu commercializzato su DVD nel 2005 con il suo greatest hits A Million in Prizes.
Il 23 marzo 2000 gli Oasis tennero all'Ancienne Belgique un concerto trasmesso da MTV.
Gli Hives vi si esibirono nel 2004 e la loro performance è contenuta nel DVD Tussles in Brussels.
Altri artisti che hanno pubblicato registrazioni di proprie esibizioni in questo luogo sono Róisín Murphy, Yeasayer, Kings of Leon, Monster Magnet, Calexico.